# Шевченкове (Решетилівська міська громада)
Шевче́нкове (Куликівка, Куликівські хутори) — село в Україні, у Решетилівській міській громаді Полтавського району Полтавської області. Населення становить 407 осіб. До 1939 року мало назву Куликівка, Куликівські хутори. До 2020 орган місцевого самоврядування — Шевченківська сільська рада, якій були підпорядковані також села Дружба, Капустяни та Шамраївка.
Сільський голова — Н. М. Підгора.

## Географія
Село Шевченкове знаходиться на лівому березі річки Говтва, за 18 км від райцентру та за 27 км від залізничної станції Решетилівка. Вище за течією на відстані 0,5 км — село Капустяни, нижче за течією на відстані 0,5 км — село Дружба. Поряд проходить автомобільне шосе Н31.

## Історія

### Заснування села
За переказами, назва села Куликівка походить від прізвища запорізького козака Кулика, який у середині XVII століття прибув із Запорізької Січі на круторогих волах і поселився біля Чумацького Шляху, що йшов з Москви на Крим.
Пізніше поруч із Куликівкою (переважно на північний захід від Куликівки) виникли невеликі хутори: Кущі, Гальченки, Лашки, Христусі, Темники, Гриценки, Дяки, Капустяни, Писарі, Маценки, Пільгуки та інші, які і отримали назву Куликівських.
Хутори Ковалі, Кошкалди, Ярмоли, Токови, Кирики, Зборці, Мокієнки, Ївженки, Джерипи, Григоренки, Пуці, Сухенки тяглися на південь від Куликівки довжиною до 5 км і називалися Задовжанкою (Задовжанськими хуторами). Мешканці як Куликівських, так і Задовжанських хуторів були козаками.
Натомість, поряд з Куликівкою на правому березі річки Говтва існував кріпацький хутір, який перебував у власності пана Новородського, а на лівому березі Говтви, на південний захід від Куликівки — кріпацький хутір Григорівка, який належав пану Мишалову (Мишолову).

### Куликівська волость у ХІХ— на початку ХХ століття. Соціально-економічний розвиток та суспільно-політичне життя
У другій половині XIX століття Куликівка стає центром Куликівської волості Кобеляцького повіту Полтавської губернії, до якої окрім перелічених хуторів, входили села Михнівка, Пасічники, Потічок, Миколаївка (Вовча), Піщане (нині Нагірне), Гольманівка, Яценки, Паськівка, Пащенкова Балка, Шамраївка, Свічкареве з навколишніми численними хуторами.
У 1859 році власне на Куликівських хуторах нараховувалося 144 двори та 1000 мешканців, знаходилося волосне правління, постоялий двір, 29 вітряних млинів. Окрім Куликівських хуторів до складу волості входили Задовжанські (149 дворів, 1210 мешканців), Пащенківські (131 двір, 910 мешканців) та Решетилівські хутори (123 двори, 840 мешканців), села Миколаївка (30 дворів, 246 мешканців), Михнівка (111 дворів, 713 мешканців) та Шамраївка (148 дворів, 879 мешканців).
Переважна більшість селян була малоземельною, частина взагалі безземельною, заможні селяни мали від 10 до 210 десятин, а місцеві поміщики Мишалови, Новодворські та Бажани — понад 600 десятин. Тому під час революції 1905—1907 років селяни Куликівських хуторів вимагали «землі і справжньої волі».
Активну громадську діяльність по організації діяльності місцевих волосних осередків Всеросійської Селянської спілки та захисту інтересів селянства розгорнула на території Кобеляцького повіту лікарка Хорішківської земської лікарні Анна Маркіянівна Волкович, потомственна дворянка родом з Чернігівської губернії.
Найближчими помічниками А.Волкович були звільнений за революційну діяльність робітник Полтавських залізничних мастерень Кирило Стешенко, працівники Хорішківської земської лікарні фельдшер Позя Гуревич і акушерка, дочка священика Анастасія Міщенко, вчителі Михнівської початкової земської школи Ксенія Михайловська і Лідія Червоненко та Піщанської земської школи Степан Лимар і Йосип Сапітий. Активну участь в роботі Селянської спілки брали, також, учителька, уроженка Борзненського повіту Чернігівської губернії Олександра Гофман та студент Томського технологічного інституту Борис Бровко.
Разом з Анастасією Міщенко Анна Волкович, виїжджала в села волості: Куликівку, Піщане (нині село Нагірне), Шамраївку, де проводила масові зібрання селян.
7 грудня 1905 року у сусідній Хорішківці Анна Волкович зібрала багатолюдний мітинг. Під впливом її запальної промови хорішківські та куликівські селяни прогнали з сіл поліцію і паралізували роботу волосних правлінь.
Учителі Степан Лимарь і Йосип Сапітий, учитель Буняківської земської школи Дмитро Маляр (Маляров), також, неодноразово виступали на мітингах у селах Куликівської волості та в Михнівці, закликаючи селян до повалення російського самодержавства, непокори царській владі і боротьби за автономію України. Під час одного з мітингів у Куликівці селяни пошматували портрет царя.
Наприкінці 1905 року у Полтавській губернії було оголошено стан посиленої охорони і посилилися репресії проти учасників революційного руху. Вже 02 січня 1906 року Анну Волкович і її соратників було заарештовано. До судової відповідальності було притягнуто 38 осіб. Слідство у «справі Анни Волкович» тривало аж до 1910 року.
На час слідства всіх звинувачених випустили з-під арешту з підпискою про невиїзд і грошовою заставою.
Виїзна сесія Харківської судової палати, що проходила протягом 4—6 травня 1910 року, винесла вирок, згідно з яким 10 учасників Селянської спілки Кобеляцького повіту (Кирило Стешенко, Степан і Омелько Лимарі, Олекса і Дмитро Маляри, Григорій Струць, Сергій Фесенко, Борис Бровко, Никифор Попруга і Попольський) були засуджені до одного року фортеці (одиночній камері із суворим режимом) і відбували кару у миргородській в'язниці. Павло Облап як військовослужбовець російської армії, кару відбував на гауптвахті 26-го піхотного Лорійського полку. Частина підсудних, у тому числі і Йосип Сапітий, була виправдана, а решті тюремне ув'язнення замінили на перебування на волі під гласним наглядом поліції.
Сама ж Анна Волкович ще до суду нелегально залишила межі Російської імперії, оскільки не змогла заплатити всю грошову заставу і мала бути заарештована до суду та виїхала до Швейцарії, де вийшла заміж. Лише у липні 1916 року указом Сенату Російської імперії з неї були зняті всі звинувачення і було дозволено повернутися до Росії. Подальша доля жінки невідома.
Проте з розгромом осередків Селянської спілки революційний рух у Куликівській волості не припинився.
Так, у 1908 році козак Михайло Бажан з хутора Бажани Куликівської волості агітував селян на боротьбу проти російського самодержавства, за встановлення в Росії демократичної республіки та зрівняльний розподіл поміщицьких земель між селянами. Харківською судовою палатою він був засуджений до 8 років тюремного ув'язнення.
Протиурядову діяльність проводив студент Київського комерційного інституту, уродженець хутора Сапіти Куликівської волості Яків Сапіта (він свого часу закінчив Кобеляцький комерційний технікум), який товаришував з мешканкою хутора Бажани цієї ж волості ученицею 6-го класу Кобеляцької дівочої гімназії Марією Бажан. У червні 1915 року жандарми перехопили листування молодих людей, у якому йшлося про створення українських гуртків в Кобеляках.
Під час обшуку на хуторі Сапіти жандарми виявили 99 україномовних брошур, а Марія Бажан, коли жандарми навідалися і до неї, добровільно віддала їм 4 книги, які передав їй Яків Сапіта. На підставі цього Я.Сапіту заарештували і відправили до Кременчуцької в'язниці.
Заарештований юнак не приховував своїх патріотичних переконань і на слідсті тримався стійко. Під час допиту він говорив, що «українська мова наша рідна, ми маємо намагатися її вивчити, щоб потім домагатися того, щоб Україна відділилася від Росії».

### Куликівське волосне училище (школа)
У 1869 році у Куликівці Кобеляцьке повітове земство відкрило земську однокласну школу з трирічним курсом навчання. Селяни забезпечили її приміщенням, піклувалися про опалення та освітлення, наймали сторожа і прибиральницю, Кобеляцьке земство оплачувало працю вчителів, постачало навчальні посібники, приладдя та меблі.
Нагляд за земськими школами здійснювали члени земських рад та попечителі. Попечителями Куликівської волосної школи були дворянин Гольман П. М. та поміщик Сахновський О. М. Діяльність попечителів не оплачувалася.
Завідувачем Куликівської школи був Сухенко Г. Ф., навчання здійснювали законовчитель Яновський М. та вчитель Сепіта Г. П.
Навчання у школі велося російською мовою. На вивчення Закону Божого, церковнослов'янського читання, церковного співу припадало 40 % навчального часу.
Проте більше половини (52 %) всіх дітей Куликівської волості станом на 1900 рік не мала можливості навчатися, головним чином через переповнення школи. Адже, Куликівська волосна школа знаходилась у найманому непристосованому приміщенні і потребувала ремонту або будівництва нового приміщення. «Училище Куликовское умеет помещения тесные и ветхие и настоятельно нуждается в устройстве нового здания …», — читаємо у «Доповіді Кобеляцької земської управи…» за 1895 рік.
Станом на 01 січня 1914 року у Куликівській школі навчалося 119 дітей.

### Визвольні змагання
Після Лютневої революції представником влади Тимчасового уряду у волості став землевласник і дворянин, голова Куликівської волосної Народної управи Бажан Віктор Андрійович. Його доля склалася трагічно, як і в більшості колишніх поміщиків. У Гончарівському лісі (розташованому між селами Куликівка і Хорішки) бідняки Кулик Федір Миколайович та Кулик Степан Миколайович здійснили самосуд і власноруч вбили Бажана В. А.
У жовтні 1917 року селяни Куликівської волості почали самовільно захоплювати поміщицькі землі та перерозподіляти їх між собою. Зокрема, вони розподілили між собою землі поміщика Чучка.
На початку 1918 року у селі розпочався перший період більшовицької окупації й було створено ревком.
Навесні 1918 року село було визволене союзниками гетьмана Павла Скоропадського — німецькими кайзерівськими військами.
У грудні 1918 року село перейшло під контроль більшовиків. У 1919 році денікінські війська на короткий час зайняли село. Після цього село знову окупували більшовики.
Проте місцеві мешканці не мирились із окупацією. Протягом 1920—1921 років у районі Куликівських хуторів активно діяли повстанські загони Федора Мошенського, Олександра Молчанова, Івана Біленького та Андрія Левченка, Нестора Махна, які боролися з окупаційним московсько-більшовицьким режимом. Боротьбу з повстанцями у 1920 році здійснював створений кобеляцькими чекістами «особовий загін міліції по боротьбі з бандитизмом», який очолював Тацький.
У травні 1920 року в Гончарівському лісі (біля с. Гончарівка) повстанці під керівництвом отамана — донського козака 28-річного Олександра Молчанова напали на загін міліції в кількості 30 чоловік, що прибув із Кобеляк. Внаслідок бою 12 міліціонерів було вбито, а решта врятувалася втечею. Під час бою повстанці захопили у полон першого голову Куликівського волосного ревкому Скоряка Івана Мусійовича (1897—1920), якого у сусідньому селі Попове закатували.
Також, відомо, що повстанський загін Андрія Левченка діяв на території Куликівських хуторів у першій половині жовтня 1920 року.

### У період НЕПу
У жовтні 1921 року у Куликівці відбулися збори депутатів Куликівської волості. Депутати обрали волосний ревком (революційний комітет), головою якого став Луценко Василь Леонтійович, а секретарем — Сученко Іван Тимофійович. При виконкомі (виконавчому комітеті) були створені волосні відділи: освіти, земельних справ, продовольства та військових справ. У 1922 році головою волвиконкому було обрано Коробку М. А. (Луценко В. Л. пішов служити до Червоної армії).
07 березня 1923 року в ході адміністративно-територіальної реформи було ліквідовано Куликівську волость. Натомість утворено Куликівську сільську раду в складі новоутвореного Решетилівського району. Першим головою сільської ради обрали Ївженка Антона Васильовича.
У період непу (нової економічної політики) на території Куликівської сільської ради діяло кредитне товариство, яке на пільгових умовах відпускало машини і знаряддя праці для селянських господарств.
У 1929 році, під час примусової колективізації, більшовики створили товариство спільного обробітку землі (ТСОЗ) «Крок до комуни». Згодом ТСОЗ реорганізували у колгосп.
Найактивнішу участь у проведенні політики по насильницькому створенню колгоспів брали участь комуністи Ярмола Михайло Арсентійович і Лашко Яків Сергійович та комсомольці Срібний Марко Семенович, Близнюченко Федір Павлович, Ївженко Андрій Євдокимович, Джерипа Тимофій Якович, Ярмола Григорій Михайлович, Коваленко Федот Сергійович, Кулик Пантелеймон Іванович та інші активісти.
Суцільна колективізація отримала опір серед селянства, в тому числі збройний. Зокрема, пізньої осені 1931 року був тяжко поранений голова колгоспу «Серп і молот» Ярмола Григорій Михайлович. Та протистояти сталінській державній машині куликівські селяни не змогли. У 1932—1933 роках села та хутори Куликівської сільської ради накрив морок Голодомору.

### Важкі 1930-ті. Голодомор 1932—1933 років.
Для селян Куликівських хуторів Голодомор 1932—1933 років став жорстоким випробуванням. За свідченнями очевидців на території Куликівських хуторів під час голоду померли сотні людей, у Куликівці мали місце випадки канібалізму.
Згідно Національної книги пам'яті жертв Голодомору відомі імена лише 49 померлих мешканців Куликівської сільради. Це імена 12 загиблих із Христусів, 4 із Пильгуків, 1 із Писарів, 4 із Маценок, 2 із Коваленок, 3 із Кириків, 7 із Карлівки, 1 із Капустянів, 14 із Фрунзівки.
Наслідком Голодомору 1932—1933 років стало насадження новітньої форми кріпацтва на мешканців козацьких Куликівських хуторів.
У 1934 році колгосп «Крок до комуни» був розділений на два колгоспи — «Крок до комуни» і «За соціалізм». В цей час на село прийшли трактори. Першими трактористами стали Кущ Трохим Олександрович, Темник Василь Павлович і Коваленко Петро Мусійович. На трактор сіли і дівчата Лашко Марія Дмитрівна та Темник Наталка Олександрівна, а шофером автомашини Гальченко Пріська Петрівна.
Урожай зернових у середині 30-х років становив 18 цнт. з га, цукрових буряків — 175 цнт. з га, а ланки Ганни Сергієнко з колгоспу «Серп і молот» та Марфи Писаренко з колгоспу «За соціалізм» збирали по 400 цнт. з га цукрових буряків.
Комуністична влада стимулювала стахановський рух на селі, який тримався на ентузіазмі і примусовій ручній праці. У передвоєнні роки куликівські колгоспники неодноразово ставали переможцями так званого «соціалістичного змагання» на селі. Майже всі роботи селяни виконували вручну, отримуючи за тяжку працю трудодні.
Ударно трудилися місцеві свинарка Коваленко Олександра Василівна та завідувач фермою Ярмола Дмитро, які були учасниками Виставки досягнень народного господарства (ВДНГ) у Москві.
Делегатами республіканського з'їзду передовиків колгоспного виробництва у 1935 році були механізатор Федот Федорович Близнюченко та ланкова по вирощуванню цукрових буряків Пащенко Олена Миколаївна (урожайність в її ланці становила 485 цнт. з га).
До 1939 року куликівські селяни, працюючи в колгоспах, продовжували жити на хуторах. У 1939 році влада насильно примусила селян переселитися в планові села. Після завершення жнив 1939 року селянам Куликівських хуторів було надано два місяці на переселення і будівництво нових хат. До села Куликівка переселили колгоспників з козацьких хуторів Кущі, Гальченки, Лашки, Христусі. Так виникло село Шевченкове.
З мешканців стародавніх хуторів Токових, Ковалів, Ярмолів, Кошкалдів, Кириків, Зборців, Мокієнок, Джерипів, Сухенок, Григоренок, Зінченок виникло село Задовжанка (Сталінка), а село Фрунзівка сформувалося з хуторів Зам'ятнівка, Григорівка, Капустяни, Пильгуки, Писарі, Маценки.
Але переселилось із цих хуторів мешканців набагато менше, ніж проживало їх там ще на початку 30-х років XX століття. Голодомор 1932—1933 років забрав сотні з них.

### Шевченкове під час Німецько-радянської війни
16 вересня село Шевченкове від гітлерівських військ обороняли воїни 169-ї стрілецької дивізії 38-ї армії Південно-Західного фронту. Цього ж дня Шевченкове було окуповане.
Загарбники встановили на території села «новий порядок». Під час окупації були розстріляні Ярмола Віра Андріївна, Маценко Семен Павлович, Кушнірова Олена Юхимівна. Двох юнаків Лашка Порфирія Петровича і Коваленка Григорія Васильовича, які ховалися від відправки до Німеччини, німці вислідили і спалили живцем у вітряку біля хутора Кущі.
У селі Шевченкове був табір військовополонених. Під час окупації на примусові роботи були вивезені 8 мешканців села та 12 із Задовжанки і Фрунзівки; були зруйновані школа, клуб, лікарня, спалені 78 хат. У сусідній Фрунзівці з наявних до війни 140 хат залишилися неспаленими лише 10.
Шевченкове було звільнене від фашистських загарбників 24 вересня 1943 року воїнами 5-ї гвардійської стрілецької дивізії.
В оборонних боях 1941 року та у боях за звільнення села у 1943 році загинули 12 чоловік. Відомі прізвища Авдеєва О. В., Асмолова Г. І., Шевченка І. І., Батрака П. Г., Маковецького О. А., Романова Т. А., Коханова Г. В.
У радянсько-німецькій війні брали участь 353 мешканці сіл Шевченкове, Дружба та Фрунзівка, живими повернулися 118, загинули 235. З них 52 мешканці села Шевченкове, 118 із села Дружба (Задовжанка), 65 — із села Фрунзівка.

### Відбудова села. Шевченкове в 1960—1980-х роках
Станом на 01 вересня 1946 року до складу Шевченківської сільської ради входили села Шевченкове, Сталінка, Фрунзівка та хутори — Зборці, Ївженки, Кирики та Ковалі.
В 1950-х роках колгоспи «Серп і молот», «За соціалізм» та «Крок до комуни» об'єдналися в єдине господарство — колгосп ім. Жданова, який протягом 18 років очолював П. М. Коваленко.
За ударну працю в 1950—1960 роках доярки цього господарства Катерина Сергіївна Коваленко та Ніна Іванівна Бабенко (Срібна), які надоювали по 7 тис. кг молока від фуражної корови, були удостоєні звання Героя Соціалістичної Праці.

## Сучасний стан села
У 1995 році селяни Шевченкового першими в районі отримали державні акти на право приватної власності на землю. У селі створено СТОВ «Обрій», яке очолює М. В. Савченко, є фермерські господарства, частина селян господарює одноосібно.
У Шевченковому діють загальноосвітня школа І-ІІІ ступенів, лікарня сімейної медицини, будинок культури, бібліотека, відділення зв'язку, дитячий садок.
У селі у 1955 році був споруджений пам'ятник на братській могилі радянських воїнів, які загинули під час оборони села у вересні 1941 року та його визволенні у вересні 1943-го (його реконструювали у 1980-х). Встановлено 16 меморіальних плит з викарбуваними іменами загиблих воїнів-односельців. Є пам'ятний знак жертвам Голодомору 1932—1933 років.
12 червня 2020 року, відповідно до розпорядження Кабінету Міністрів України № 721-р «Про визначення адміністративних центрів та затвердження територій територіальних громад Полтавської області», село увійшло до складу Решетилівської міської громади.
19 липня 2020 року, в результаті адміністративно — територіальної реформи та ліквідації Решетилівського району, село увійшло до складу новоутвореного Полтавського району Полтавської області.

## Населення

### Мова
Розподіл населення за рідною мовою за даними :
| Мова       | Кількість | Відсоток |
| ---------- | --------- | -------- |
| українська | 389       | 95.58 %  |
| російська  | 10        | 2.46 %   |
| румунська  | 8         | 1.96 %   |
| Усього     | 407       | 100 %    |

## Відомі люди
- Волкович Анна Маркіянівна (1876, Городня Чернігівської губернії — † ?) — лікарка, громадський діяч, ініціатор та організатор створення осередку Всеросійської Селянської спілки в Куликівській волостіКобеляцького повіту Полтавської губернії в період революції 1905—1907 років.
- Гасуха Петро (народився 1893 року у с. Пащенкова Балка, нині село Пащенки Решетилівського району — розстріляний 11 листопада 1920 року) — секретар Куликівського волосного виконкому (1918—1919), начальник міліції 3-го району Костянтиноградського повіту, учасник антибільшовицького повстання (1920—1921) під проводом кошового отамана Івана Біленького.
- Коваленко Катерина Сергіївна (05.02.1921, с. Куликівка — 09.12.2006, с. Шевченкове) — відома доярка, Герой Соціалістичної Праці, делегат ХХІ з′їзду КПРС (1959), депутат Верховної Ради Української РСР (1959—1963).
- Бабенко Ніна Іванівна (29.10.1939, с. Шевченкове) — відома доярка, завідувачка молочнотоварної ферми, Герой Соціалістичної Праці (1966), депутат Верховної Ради Української РСР (1963—1975).
- Маценко Іван Антонович — український письменник.
- Гриценко Дмитро Максимович (11.09.1902, х. Григорівка Куликівської волості Кобеляцького повіту — 31.08.1974, м. Москва) — радянський військовий діяч, генерал-майор танкових військ (1943), генерал-лейтенант.